# Razgradnja ladij
Z razgradnjo ladij se pridobi velike količine jekla in drugih materialov, ki so vgrajeni v odslužene ladje in jih je možno reciklirati. Večina ladij ima življenjsko dobo nekaj desetletij, po tem obodbju po navadi postane vzdrževanje predrago. Kdaj se ponovno uporabi tudi drugo opremo npr. sidra.
V nekaterih primerih se ladje povsem očisti škodljivih materialov in se je jih potem namerno potopi.
V preteklosti so razgrajevali ladje v industrializiranih državah, danes pa se to večinoma dogaja v državah v razvoju npr. Indija, Bangladeš, Pakistan in Kitajska. V teh državah je delovna sila cenejša in tudi ni strogih okoljevarstvenih zahtev. Pri razgradnji ladij se lahko sprosti v okolje veliko nevarnih materialov, kot so azbest in poliklorirani bifenili. V večini primerov uporabljajo delavci acetilenske gorilnike za razrez.

## Seznam večjih pristanišč za razgradnjo ladij

### Bangladeš
- Chittagong

### Kitajska
- Čangjan, Jangjin

### Indija
- Alang

### Pakistan
- Gadani

### Turčija
- Aliaga

### ZDA
- International Shipbreaking Ltd. Brownsville, Teksas